# Nieuport IV-G
M 1 Nieuport IV-G  är ett ensitsigt spaningsflygplan med en roterande Gnome-motor.
Flygplanet tillverkades i Frankrike 1912 och köptes in för svenska arméflyget samma år. Det placerades på Axvalla hed och flögs fram till 1919. Flygplanet ställdes ut på den stora flygutställningen i Göteborg 1923. 
Därefter skänktes det av chefen för arméflyget till Tekniska museet i Stockholm. Så småningom överfördes det till de flyghistoriska samlingarna på Malmen. I samband med militärflygets 50-årsjubileum 1962 renoverades M 1 och flögs för sista gången. Idag finns det på Flygvapenmuseum i Linköping. 